# Kanton Montignac
Der Kanton Montignac war bis 2015 ein französischer Wahlkreis im Arrondissement Sarlat-la-Canéda, im Département Dordogne und in der Region Aquitanien.
Der Kanton umfasste 14 Gemeinden mit insgesamt 8822 Einwohnern (Stand: 2012).

## Gemeinden
| Gemeinde                           | Einwohner Jahr | Fläche km² | Bevölkerungsdichte | Code INSEE | Postleitzahl |
| ---------------------------------- | -------------- | ---------- | ------------------ | ---------- | ------------ |
| Aubas                              | 634 (2013)     | –          | – Einw./km²        | 24014      | 24290        |
| Auriac-du-Périgord                 | 400 (2013)     | –          | – Einw./km²        | 24018      | 24290        |
| La Chapelle-Aubareil               | 516 (2013)     | –          | – Einw./km²        | 24106      | 24290        |
| Fanlac                             | 128 (2013)     | –          | – Einw./km²        | 24174      | 24290        |
| Les Farges                         | 324 (2013)     | –          | – Einw./km²        | 24175      | 24290        |
| Montignac                          | 2.814 (2013)   | –          | – Einw./km²        | 24291      | 24290        |
| Peyzac-le-Moustier                 | 187 (2013)     | –          | – Einw./km²        | 24326      | 24620        |
| Plazac                             | 687 (2013)     | –          | – Einw./km²        | 24330      | 24580        |
| Rouffignac-Saint-Cernin-de-Reilhac | 1.569 (2013)   | –          | – Einw./km²        | 24356      | 24580        |
| Saint-Amand-de-Coly                | 398 (2013)     | –          | – Einw./km²        | 24364      | 24290        |
| Saint-Léon-sur-Vézère              | 429 (2013)     | –          | – Einw./km²        | 24443      | 24290        |
| Sergeac                            | 219 (2013)     | –          | – Einw./km²        | 24531      | 24290        |
| Thonac                             | 259 (2013)     | –          | – Einw./km²        | 24552      | 24290        |
| Valojoulx                          | 274 (2013)     | –          | – Einw./km²        | 24563      | 24290        |